# Bernd Wilting
Bernd Wilting (* 1956) ist ein deutscher Dokumentarfilmer, Drehbuchautor, Regisseur und  Filmproduzent.

## Werdegang
Wilting studierte Theater-, Film- und Fernsehwissenschaft an der Universität Köln und arbeitete ab 1983 als freier Journalist für Die Zeit, ARD-Anstalten und das ZDF. Von 1990 bis 1992 war er Referent für die Friedrich-Ebert-Stiftung. Mit Uli Veith gründete er 1996  das Kölner Filmproduktionsunternehmen Taglicht Media.
Er ist seit 2011 Mitglied im Gesamtvorstand der Sektion Dokumentarfilm in der Allianz Deutscher Produzenten – Film & Fernsehen.

## Auszeichnungen
Folgende von Bernd Wilting produzierte Filme wurden nominiert oder ausgezeichnet:
- 2015: Grimme-Preis für „Akte D“ (dreiteilige Doku-Serie, WDR/BR/MDR)[3]
- 2015: Regino-Preis für „Akte D - Das Versagen der Nachkriegsjustiz“ (Regie: Christoph Weber)[4]
- 2014: Emmy-Nominierung („Outstanding Cinematography“) für „Killer in the Caves“ (Kamera: Roland Breitschuh, Regie: Dennis Wells)[5]

## Filmografie (Auswahl)
Drehbuch
- 2002: Weltelf – Kinder und ihre Liebe zum Fußball
- 2009: Meine Kindheit – an der Grenze, WDR

Regie
- 1998: Menschen hautnah – Igor wird Borusse
- 1998: ZDF Reiselust – Lanzarote, ZDF
- 1999: ZDF Reiselust – Provence, ZDF
- 1999: BVB ausgepfiffen, Arte
- 2003: Stürmen für Deutschland
- 2009: Meine Kindheit – an der Grenze, WDR
- 2011: die story – Tödlicher Wettlauf am Mt. Everest, Arte/ORF/WDR

Produzent
- 2005: Hermines Liste – Die Kinder der unbarmherzigen Schwestern, 3sat/WDR
- 2006: Black Starlets – Der Traum vom grossen Fussball
- 2008:	Fräulein Stinnes fährt um die Welt, WDR
- 2009: Ghosts of the 7th Cavalry
- 2013: Killer in the Caves
- 2011: Karl der Große, ARD – gefördert von MEDIA[6]
- 2012: Im Fokus – Europa ohne England, ZDF
- 2013: No Left Turn – Sozialdemokratie in Europa, Arte
- 2014: Akte D – Das Versagen der Nachkriegsjustiz, ARD
- 2015: Universum History – Olympia 1936. Der verratene Traum, ORF/PBS
- Griechenland: Von den Gipfeln bis ans Meer, Arte

## Publikationen
- mit Dirk Bitzer: Stürmen für Deutschland: Die Geschichte des deutschen Fußballs von 1933 bis 1954. Campus Verlag, 2003. ISBN 978-3593371917